# Edithbrug

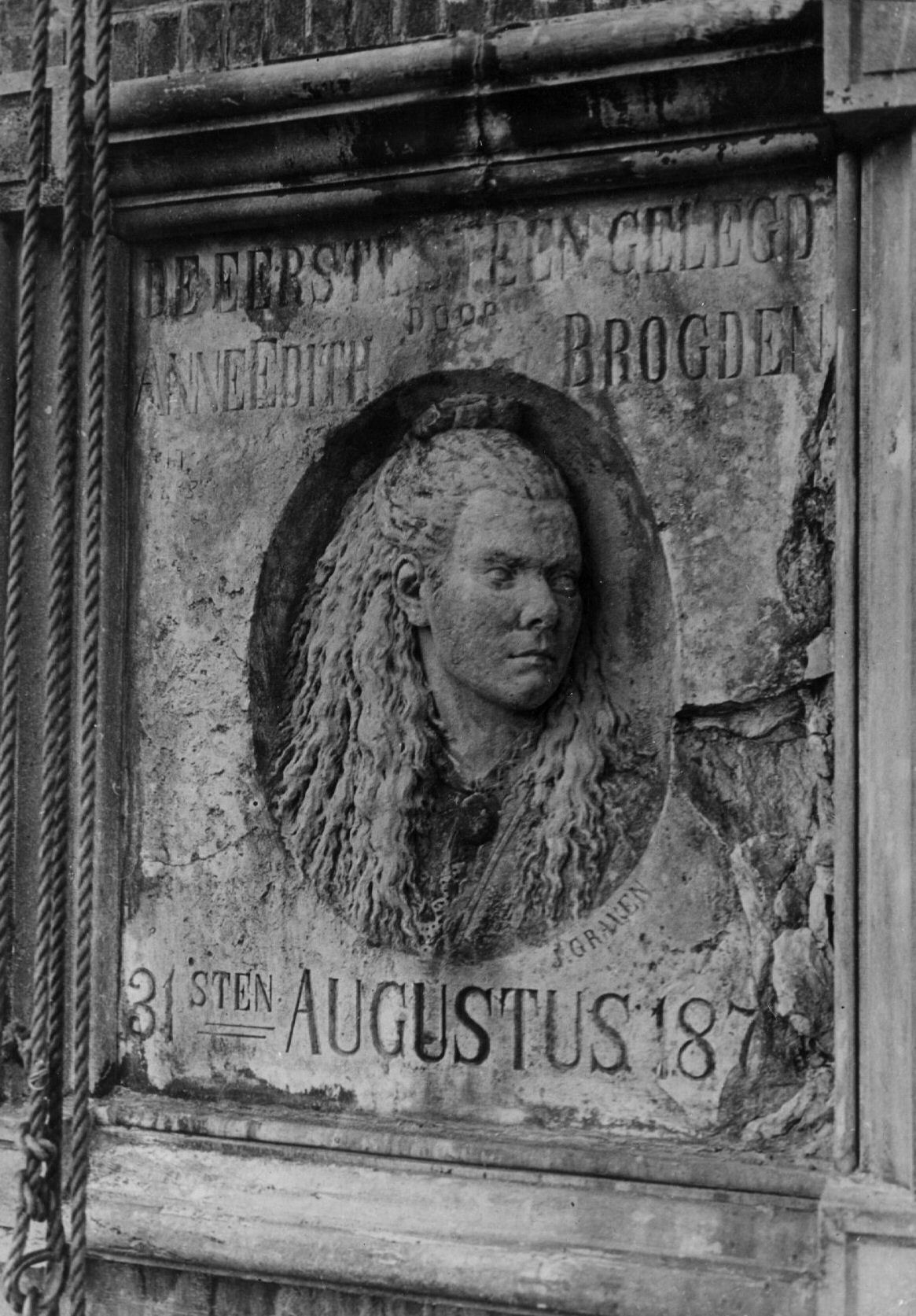
gedenksteen ter gelegenheid van de eerste-steen-legging, geplaatst in een pijler van de spoorbrug over de Maas bij Ravenstein

De Edithbrug is een spoorbrug over de Maas tussen Ravenstein en Niftrik in de spoorlijn tussen 's-Hertogenbosch en Nijmegen. Hij is vernoemd naar de Anne Edith Bogden, dochter van de Engelse ingenieur (Alexander Bogden) die de brug gebouwd heeft. Het ontwerp is mede van de hand van ir. Johan van Hasselt. De oorspronkelijke brug uit 1872 was een vakwerkligger. De huidige enkelsporige brug uit 1946 bestaat uit vier boogbruggen achter elkaar. De brug is gebouwd op pijlers die breed genoeg zijn om een tweede brug parallel aan de bestaande te dragen. Hoewel de rest van de spoorlijn dubbelsporig is uitgevoerd, is de brug enkelsporig gebleven.

## Tweede Wereldoorlog
Deze brug is op 10 mei 1940 om 5:15 u. opgeblazen, waarbij de twee meest westelijke overspanningen werden vernield. Op 11 september 1940 was deze weer hersteld. De Duitsers hebben bij hun terugtocht op 17 september 1944 de middelste pijler opgeblazen, waarbij beide middelste overspanningen in de rivier stortten. Wederom was de brug ernstig, maar niet onherstelbaar, beschadigd. De Britten hebben toen versneld, met behulp van twee tijdelijke houten hulppijlers, de brug hersteld. Op 4 februari 1945 konden treinen de brug weer berijden. In 1948 werd de brug definitief hersteld. Van 1868 tot 1945 lag over de Linge bij Geldermalsen eenzelfde exemplaar van deze spoorbrug. Deze spoorbrug is echter in de Tweede Wereldoorlog opgeblazen. De brug werd vervangen door een kortere variant die voortkwam uit brugdelen uit de Miljoenenlijn.
Lommel ·
Son ·
Sint Oedenrode ·
Veghel ·
Grave ·
Heumen ·
Nijmegen: Waalbrug, Spoorbrug ·
Ravenstein ·
Arnhem